# Dubai Tennis Championships 2013 - Qualificazioni singolare maschile
Le qualificazioni del singolare  maschile del Dubai Tennis Championships 2013 sono state un torneo di tennis preliminare per accedere alla fase finale della manifestazione. I vincitori dell'ultimo turno sono entrati di diritto nel tabellone principale. In caso di ritiro di uno o più giocatori aventi diritto a questi sono subentrati i lucky loser, ossia i giocatori che hanno perso nell'ultimo turno ma che avevano una classifica più alta rispetto agli altri partecipanti che avevano comunque perso nel turno finale.

## Teste di serie
1. Daniel Brands (qualificato)
2. Matthias Bachinger (ultimo turno)
3. Andreas Haider-Maurer (primo turno)
4. Michael Berrer (primo turno)

1. Matteo Viola  (qualificato)
2. Marco Chiudinelli (ultimo turno)
3. Marko Djokovic (ultimo turno)
4. Ivan Serheev (ultimo turno)

## Qualificati
1. Daniel Brands
2. Matteo Viola

1. Florent Serra
2. Igor' Kunicyn

## Tabellone qualificazioni

### Legenda
| - Q = Qualificato - WC = Wild card - LL = Lucky loser | - ALT = Alternate - SE = Special Exempt - PR = Protected Ranking | - w/o = Walkover - r = Ritirato - d = Squalificato |

### 1ª sezione
|  | Primo turno | Primo turno       | Primo turno       | Primo turno | Primo turno |  |  | Ultimo turno | Ultimo turno      | Ultimo turno      | Ultimo turno | Ultimo turno |  |
|  |             |                   |                   |             |             |  |  |              |                   |                   |              |              |  |
|  | 1           | Daniel Brands     | Daniel Brands     | 6           | 7           |  |  |              |                   |                   |              |              |  |
|  |             | Karol Beck        | Karol Beck        | 4           | 64          |  |  | 1            | Daniel Brands     | Daniel Brands     | 7            | 7            |  |
|  | WC          | Omar Awadhy       | Omar Awadhy       | 3           | 5           |  |  | 6            | Marco Chiudinelli | Marco Chiudinelli | 63           | 65           |  |
|  | 6           | Marco Chiudinelli | Marco Chiudinelli | 6           | 7           |  |  |              |                   |                   |              |              |  |

### 2ª sezione
|  | Primo turno | Primo turno        | Primo turno        | Primo turno | Primo turno |  |  | Ultimo turno | Ultimo turno       | Ultimo turno       | Ultimo turno | Ultimo turno |  |
|  |             |                    |                    |             |             |  |  |              |                    |                    |              |              |  |
|  | 2           | Matthias Bachinger | Matthias Bachinger | 6           | 6           |  |  |              |                    |                    |              |              |  |
|  | WC          | Mohammed Ghareeb   | Mohammed Ghareeb   | 1           | 3           |  |  | 2            | Matthias Bachinger | Matthias Bachinger | 4            | 5            |  |
|  | WC          | Marko Djokovic     | Marko Djokovic     | 4           | 1           |  |  | 5            | Matteo Viola       | Matteo Viola       | 6            | 7            |  |
|  | 5           | Matteo Viola       | Matteo Viola       | 6           | 6           |  |  |              |                    |                    |              |              |  |

### 3ª sezione
|  | Primo turno | Primo turno           | Primo turno           | Primo turno | Primo turno |  |  | Ultimo turno | Ultimo turno         | Ultimo turno         | Ultimo turno | Ultimo turno |  |
|  |             |                       |                       |             |             |  |  |              |                      |                      |              |              |  |
|  | 3           | Andreas Haider-Maurer | Andreas Haider-Maurer | 3           | 3           |  |  |              |                      |                      |              |              |  |
|  | Alt         | Carlos Gomez-Herrera  | Carlos Gomez-Herrera  | 6           | 6           |  |  | Alt          | Carlos Gómez-Herrera | Carlos Gómez-Herrera | 3            | 2            |  |
|  |             | Michael Yani          | 6                     | 62          | 4           |  |  | 7            | Florent Serra        | Florent Serra        | 6            | 6            |  |
|  | 7           | Florent Serra         | 4                     | 7           | 6           |  |  |              |                      |                      |              |              |  |

### 4ª sezione
|  | Primo turno | Primo turno    | Primo turno    | Primo turno | Primo turno |  |  | Ultimo turno | Ultimo turno  | Ultimo turno | Ultimo turno | Ultimo turno |  |
|  |             |                |                |             |             |  |  |              |               |              |              |              |  |
|  | 4           | Michael Berrer | Michael Berrer | 4           | 5           |  |  |              |               |              |              |              |  |
|  |             | Igor' Kunicyn  | Igor' Kunicyn  | 6           | 7           |  |  |              | Igor' Kunicyn | 2            | 6            | 4            |  |
|  |             | Marsel İlhan   | Marsel İlhan   | 64          | 2           |  |  | 8            | Ivan Serheev  | 6            | 4            | 0r           |  |
|  | 8           | Ivan Serheev   | Ivan Serheev   | 7           | 6           |  |  |              |               |              |              |              |  |